# Clematis obtusifolia
Clematis obtusifolia là một loài thực vật có hoa trong họ Mao lương. Loài này được R.Br. ex W.T.Wang mô tả khoa học đầu tiên năm 2001.